# Antoni Gruszecki (malarz)
Antoni Gruszecki (ur. 1734, zm. 1798 w Supraślu) – malarz, mnich bazyliański z Poczajowa. Profesor Akademii Krakowskiej 1760–1770.
Autorz portretów i obrazów religijnych, wykonywanych dla różnych kościołów, m.in. kościoła bernardynów w Grodnie, kościoła w Różanymstoku. Pracował także dla króla Stanisława Augusta Poniatowskiego, dekorując pałac w Horodnicy i Nowy Zamek w Grodnie.

## Życiorys
Ojciec jego – również Antoni – pochodził z rodu Gruszeckich herbu Lubicz. Malarstwa uczył się u K. Radziłowskiego oraz Stanisława Stroińskiego we Lwowie. W 1751 wstąpił do klasztoru Bazylianów w Poczajowie. 
W 1760 przeniósł się do Krakowa, gdzie posługiwał się nazwiskiem Dombrowski (ukrywał się po wystąpieniu z klasztoru). Po powrocie do zakonu lata 1771–1774 spędził w klasztorze bazylianów w Supraślu, gdzie wykonywał prace malarskie dla miejscowych świątyń. W październiku 1774, podczas pobytu w Supraślu, na twórczość malarską Gruszeckiego zwrócił uwagę król Stanisław August Poniatowski. Gruszecki wstąpił na służbę królewską. Wykonał dekoracje w pałacu w Horodnicy, gdzie przebywał w latach i 1775–1792, Nowym Zamku w Grodnie, a ponadto cykl obrazów ołtarzowych do kościoła bernardynów w Grodnie i bazyliki katedralnej św. Franciszka Ksawerego w Grodnie. Prawdopodobnie w trakcie swojego pobytu w Horodnicy wykonał cykl obrazów dla Kościoła w Różanymstoku, które są mu przypisywane na podstawie podobieństw do obrazów z kościołów w Drohiczynie i Alwerni.
W 1792, Gruszecki z powodu choroby, opuścił Grodno i przeniósł się ostatecznie do Supraśla, gdzie nadal malował obrazy.